# Бернден Парк
Бе́рнден Парк (англ. Burnden Park) — английский футбольный стадион, располагавшийся в Берндене, Болтон. Был домашним стадионом футбольного клуба «Болтон Уондерерс» на протяжении 102 лет, с 1895 по 1997 год.
В 1901 году на стадионе прошла переигровка финала Кубка Англии. В 1946 году на стадионе произошла давка, в которой погибло 33 человека. В 1953 году известный художник Л.С. Лаури изобразил стадион на одной из своих картин.
Последний матч на «Бернден Парк» прошёл в 1997 году, а два года спустя стадион был демонтирован.

## Местоположение
Стадион был расположен в районе Болтона под названием Бернден на расстоянии менее чем одной мили от центра города.

## История

### Ранние годы
Футбольный клуб «Болтон Уондерерс» был основан в 1874 году под названием «Крайст Черч» (англ. Christ Church F.C.) викарием Болтонской церкви Христа Джозефом Фарралом Райтом, который стал первым президентом клуба. Из-за разногласий по поводу использования церковного имущества в 1877 году клуб отделился от церкви и сменил название на «Болтон Уондерерс»; это решение было принято на собрании в отеле «Глэдстоун». К тому моменту клуб выступал на стадионе «Пайкс Лейн». В 1888 году «Болтон Уондерерс» стал одним из 12 клубов-основателей Футбольной лиги. Команде был нужен новый, более современный и вместительный стадион. Клуб стал собирать средства на его строительство, и к августу 1895 года был построен новый стадион под названием «Бернден Парк». В матче открытия 11 сентября 1895 года «Болтон» сыграл против «Престона» (это был благотворительный матч). Первая официальная игра на «Бернден Парк» прошла в рамках Футбольной лиги 14 сентября 1895 года, в ней «Болтон» обыграл «Эвертон» со счётом 3:1. За тем матчем наблюдало 15 тысяч зрителей. Журналист газеты The Bolton Evening News написал в своём репортаже:
В целом, зрители, включая гостей города, были приятно впечатлены оснащением стадиона. Остаётся надеяться, что в ближайшем будущем директора смогут установить ложу для прессы, так как на данный момент размещение журналистов находится на главной трибуне и оно весьма комфортабельно для просмотра, но ужасно неудобно для перемещений [репортёров]. В этом отношении стадион уступает таким аренам как «Ивуд», «Гудисон», «Перри Барр», «Брэмолл Лейн», «Сандерленд» и т.д.
В 1901 году на «Бернден Парк» прошла переигровка финала Кубка Англии, в которой встретились «Тоттенхэм Хотспур» и «Шеффилд Юнайтед». Победу со счётом 3:1 одержал клуб из Лондона. За тем матчем наблюдало 20 470 зрителей.
В 1905 году со стадиона убрали велосипедную дорожку для того, чтобы освободить больше места для зрителей. Тогда же за 3500 фунтов была возведена новая трибуна «Манчестер Роуд» (англ. Manchester Road Stand), вмещавшая 6000 зрителей (3420 мест было сидячих). Также в первое десятилетие XX века была возведена трибуна с крышей «Грейт Ливер» (англ. Great Lever Stand), которую построила местная компания «Джон Бут и сыновья».

### Трагедия на «Бернден Парк»
9 марта 1946 года в матче четвертьфинала Кубка Англии между «Болтон Уондерерс» и «Сток Сити» на стадионе произошла давка, ставшая на тот момент крупнейшей по числу жертв трагедией в истории английского футбола. В ней погибло 33 болельщика «Болтон Уондерерс», ещё около 400 человек получили травмы. Часть погибших была раздавлена у стальных ограждений, часть была затоптана толпой. На игру собралось приблизительно 85 тысяч зрителей, что превышало максимальную вместимость стадиона на 15 тысяч. Матч был остановлен, чтобы вынести тела погибших и пострадавших в давке, после чего игра была возобновлена.  После трагедии был составлены рекомендации по ужесточению контроля за массовым скоплением людей на спортивных мероприятиях.

### После 1946 года
В августе 1957 года на «Бернден Парк» были установлены прожекторы и стадион мог принимать вечерние матчи. Установка прожекторов стоила клубу 25 000 фунтов. Дизайном и возведением прожекторов занималась компания Robert Watson & Co. 14 октября того же года «Болтон Уондерерс» провёл свой первый матч под светом прожекторов: это была игра против шотландского клуба «Харт оф Мидлотиан». За игрой, которая завершилась вничью 1:1, наблюдало 21 058 зрителей. Через три недели «Уондерерс» одержал свою первую победу «под светом прожекторов», когда почти 35 тысяч зрителей наблюдало за игрой против московского клуба «ЦДСА». «Болтон» победил московских «армейцев» со счётом 3:1 благодаря голам Нэта Лофтхауса, Рэя Пэрри и Ралфа Габбинза.
В 1975 году на стадионе были установлены усовершенствованные прожекторы. Также были  уставлены ограждения за воротами.
В 1980 году на «Бернден Парк» была установлена система подогрева футбольного поля. Клуб заплатил за это 70 000 фунтов.
К 1986 году клуб испытывал серьёзные финансовые трудности и был вынужден продать часть стадиона кооперативу, после чего на стадионе появился универмаг «Нормид» (англ. Normid Superstore). Также до 1990 года Normid был главным спонсором клуба, их название было на клубных футболках.
Максимально «Бернден Парк» мог вмещать до 70 тысяч зрителей, хотя в 1980-е и особенно в 1990-е годы вместимость стадиона сильно снизилась из-за новых правил безопасности.
К 1992 году совет директоров клуба принял решение, что реконструкция «Бернден Парк» в полностью сидячий стадион для соответствия требованиям доклада Тейлора нецелесообразна, и что клубу нужен новый стадион.
Последний матч на «Бернден Парк» прошёл в 25 апрелея 1997 года. Тогда «Болтон Уондерерс» обыграл «Чарльтон Атлетик» со счётом 4:1. За матчем наблюдала 21 880 зрителей.
В 1997 году клуб переехал на новый стадион «Рибок» (в 2014 году переименованный в «Макрон»).
По просьбе Нэта Лофтхауса одна из одиннадцатиметровых отметок с «Бернден Парк» была вырыта и перенесена на газон стадиона «Рибок».

## Вне футбола
Стадион «Бернден Парк» можно увидеть в фильме 1962 года «Такого рода любовь», в котором сыграли Алан Бейтс и Джун Ритчи. Съёмки части фильма Артура Аски «Брак по любви» (англ. The Love Match) также проходили на «Бернден Парк» в начале 1950-х годов.
Стадион был изображён на картине 1953 года известного художника Лоуренса Стивена Лаури «Поход на матч» (англ. Going to the Match). Эта картина была куплена Профессиональной футбольной ассоциацией (PFA) в 1999 году на аукционе «Сотбис» за 1,9 млн фунтов.